# Bīdrūn
Bīdrūn (persiska: بیدرون) är en ort i Iran.   Den ligger i provinsen Gilan, i den norra delen av landet, 220 km nordväst om huvudstaden Teheran. Bīdrūn ligger 15 meter över havet och antalet invånare är 236.
Terrängen runt Bīdrūn är platt åt nordväst, men åt sydost är den kuperad. Terrängen runt Bīdrūn sluttar norrut.Runt Bīdrūn är det ganska tätbefolkat, med 155 invånare per kvadratkilometer. Närmaste större samhälle är Lāhījān, 12,5 km öster om Bīdrūn. Trakten runt Bīdrūn består till största delen av jordbruksmark.